# Amministrazione nazionale per la standardizzazione
La Amministrazione nazionale per la standardizzazione (国家标准化管理委员会S, guójiā biāozhǔnhuà guǎnlǐ wěiyuánhuìP; in inglese Standardization Administration of China, sigla: SAC) è l'organizzazione di standardizzazione nazionale della Cina.
Essendo membro dell'Organizzazione internazionale per la normazione (ISO), è necessariamente l'unica organizzazione di standardizzazione nazionale che rappresenti l'ISO in Cina. In particolare, è un membro a pieno titolo (Member body) dell'ISO, e in quanto tale partecipa e vota alle riunioni dell'ISO tecniche e sulle policy, oltre a vendere e adottare gli standard internazionali ISO a livello nazionale.
È anche membro della Commissione elettrotecnica internazionale (IEC) di e altre organizzazioni di standardizzazione internazionali e regionali.

## Storia
Nel 2001 il Consiglio di Stato cinese istituì il General Administration of Quality Supervision, Inspection & Quarantine of the People's Republic of China (AQSIQ) a partire dal China State Bureau of Technical Supervision (CSBTS) e dallo State Bureau of Import & Export Inspection and Quarantine (CIQ SA). Contemporaneamente, furono istituiti lo Standardization Administration of the People's Republic of China (SAC) e il Certification and Accreditation Administration of the People's Republic of China (CNCA), che facevano parte entrambi di AQSIQ, diventando successivamente subagenzie dell'agenzia governativa State Administration of Market Regulation (SAMR), che esplica anche le funzioni dell'ex AQSIQ.

## Attività
Le attività del SAC includono lo sviluppo degli standard nazionali (identificati dalla sigla GB), che hanno la precedenza su tutti gli altri tipi di standard, che sono: standard di settore, standard locali o regionali, standard aziendali per singole società e standard di associazione.
È membro dell'ISO (Organizzazione internazionale per la normazione), dove alla data del 3 novembre 2021 conta 745 partecipazioni alle Commissioni Tecniche (TC - Technical Committee) e 3 partecipazioni ai Comitati di sviluppo delle policy (PDC - Policy Development Committee).

### Norme tecniche

Logo dei Guobiao standards

Le norme tecniche del SAC sono chiamate "Guobiao standards" e sono contraddistinte dalla sigla "GB", assieme a eventuali sigle di altre organizzazioni di standardizzazione da cui SAC ha recepito la norma o che hanno recepito la norma da SAC, e seguita dal codice numerico della norma, oltre all'anno, relativo all'edizione della norma; tale codice numerico potrebbe non corrispondere al codice adottato da altre organizzazioni di standardizzazione. Nel caso in cui l'anno di adozione di una norma sia differente dall'anno in cui la norma da cui trae origine è stata a sua volta adottata, anche l'anno indicato dopo il codice numerico della norma potrebbe essere differente (anche se il più delle volte i due anni coincidono).
L'attività di pubblicazione degli standard nazionali è esclusiva della Standards Press of China (SPC).